# Lijst van burgemeesters van Dalen
Dit is een lijst van burgemeesters van de voormalige Nederlandse gemeente Dalen tot deze gemeente op 1 januari 1998 opging in Coevorden.
| Ambtsperiode | Naam burgemeester          | Partij of stroming | Bijzonderheden |
| ------------ | -------------------------- | ------------------ | -------------- |
| 1811 - 1813  | G.R.W. Kymmell             |                    | maire          |
| 1813 - 1840  | H.G.C. Cassa               |                    |                |
| 1840 - 1866  | J.A. ten Holte             |                    |                |
| 1867 - 1913  | C.W.J. Bouwmeester         |                    |                |
| 1913 - 1946  | J.A. ten Holte             |                    |                |
| 1946 - 1957  | Jan Wessels Boer           |                    |                |
| 1958 - 1966  | Jan (J.) Boer              | VVD                |                |
| 1966 - 1972  | Freerk (F.) Fontein        | VVD                |                |
| 1972 - 1977  | Ivo (I.W.) Opstelten       | VVD                |                |
| 1978 - 1985  | Joost (J.I.M.) Hoffscholte | VVD                |                |
| 1985 - 1996  | Nico (N.) Meerburg         | VVD                |                |
| 1996 - 1998  | Henk (H.L.) van der Wende  | D66                |                |